# Interprovincial Championship 1985-86
El Interprovincial Championship de 1985-86 fue la cuadragésima edición del torneo de equipos provinciales de la Isla de Irlanda, es decir tanto de la República de Irlanda como de Irlanda del Norte.

## Sistema de disputa
El torneo se disputó en formato de todos contra todos, otorgando 2 puntos por el triunfo, 1 por el empate y 0 por la derrota. El equipo que obtuviera más puntos al final del campeonato era declarado campeón.

## Desarrollo
- Tabla de posiciones:[1]

| Pos. | Equipo         | Encuentros | Encuentros | Encuentros | Encuentros | Tantos | Tantos | Tantos | Puntos |
| Pos. | Equipo         | PJ         | PG         | PE         | PP         | F      | C      | Dif    | Puntos |
| ---- | -------------- | ---------- | ---------- | ---------- | ---------- | ------ | ------ | ------ | ------ |
| 1.º  | Ulster Rugby   | 3          | 3          | 0          | 0          | 54     | 22     | +32    | 6      |
| 2.º  | Connacht Rugby | 3          | 1          | 0          | 2          | 24     | 34     | -10    | 2      |
| 3.º  | Leinster Rugby | 3          | 1          | 0          | 2          | 34     | 34     | 0      | 2      |
| 4.º  | Munster Rugby  | 3          | 1          | 0          | 2          | 25     | 47     | -22    | 2      |

|  | Campeón. |

### Resultados
| 1985 | Connacht | 9 - 6 | Leinster |  |  |

| 1985 | Leinster | 15 - 6 | Munster |  |  |

| 1985 | Munster | 16 - 9 | Connacht |  |  |

| 1985 | Ulster | 19 - 13 | Leinster |  |  |

| 1985 | Ulster | 23 - 3 | Munster |  |  |

| 1985 | Ulster | 12 - 6 | Connacht |  |  |

| Bandera de Irlanda   |
| Campeón Ulster       |
| Décimo octavo título |